# Mert Mutlu
Mert Mutlu (9 februari 1974) is een Turks voormalig wielrenner die uitkwam voor Brisaspor. Na zijn actieve loopbaan werd hij ploegleider bij dit team.

## Belangrijkste overwinningen
1999
 Eindklassement Ronde van Mevlana
2000
 Eindklassement Ronde van Mevlana
2003
1e etappe Ronde van Turkije
 Eindklassement Ronde van Turkije
2005
1e etappe Ronde van Turkije
2010
1e etappe Tour of Victory
1e etappe Ronde van Marmara
2011
1e etappe Ronde van Cappadocië
Eindklassement Ronde van Cappadocië